# Weiten (Austria)
Weiten – gmina targowa w Austrii, w kraju związkowym Dolna Austria, w powiecie Melk. Według Austriackiego Urzędu Statystycznego liczyła 1 103 mieszkańców (1 stycznia 2014).